# Nigel Nicolson
Nigel Nicolson (Londra, 19 gennaio 1917 – Sissinghurst, 23 settembre 2004) è stato uno scrittore, editore e politico inglese.

## Biografia
Nigel era il secondogenito degli scrittori Vita Sackville-West e Sir Harold Nicolson; suo fratello maggiore, Ben era uno storico d'arte.
Crescono nel Kent, prima a Long Barn, nei pressi della casa ancestrale della madre a Knole, trasferendosi poi a Sissinghurst Castle, dove i loro genitori avevano creato un giardino di fama locale. Nicolson fu mandato a Summer Fields, una scuola di preparazione a Oxford. Ha poi frequentato l'Eton College e il Balliol College di Oxford. Durante la seconda guerra mondiale prestò servizio con le guardie dei granatieri, scrivendo poi vere e proprie biografie sulle loro vite.
Dopo la guerra, nel 1949 fonda con l'amico George Weidenfeld la casa editrice Weidenfeld & Nicolson, che dirige fino al 1992. Fu anche emittente e membro del Consiglio dei Monumenti Antichi (Ancient Monuments Board). Sotto il punto di vista politico, nonostante il padre avesse fatto parte del partito laburista inglese, Nicolson era membro del partito conservatore, venendo poi eletto membro del parlamento per Bournemouth East e Christchurch in una elezione ordinaria nel febbraio 1952, quando il precedente parlamentare, Brendan Bracken, fu elevato alla Camera dei Lord. Nicolson fu rieletto nel seggio alle elezioni generali del maggio 1955.

## Ascendenza
|                                                |                            |                                                | Genitori                                    |  |  | Nonni |  |  | Bisnonni                                           |  |  | Trisnonni                                     |  |
|                                                |                            |                                                |                                             |  |  |       |  |  | 8. Frederick William Erskine Nicolson, X baronetto |  |  | 16. William Nicolson of Carmock, IX baronetto |  |
|                                                |                            |                                                |                                             |  |  |       |  |  | 8. Frederick William Erskine Nicolson, X baronetto |  |  | 16. William Nicolson of Carmock, IX baronetto |  |
|                                                |                            | 17. Mary Russell                               |                                             |  |  |       |  |  | 8. Frederick William Erskine Nicolson, X baronetto |  |  |                                               |  |
| 4. Arthur Nicolson, I barone Carnock           |                            |                                                |                                             |  |  |       |  |  | 8. Frederick William Erskine Nicolson, X baronetto |  |  |                                               |  |
|                                                |                            | 9. Mary Clementina Marian Loch                 | 18. James Loch                              |  |  |       |  |  |                                                    |  |  |                                               |  |
|                                                |                            | 9. Mary Clementina Marian Loch                 | 18. James Loch                              |  |  |       |  |  |                                                    |  |  |                                               |  |
|                                                |                            | 9. Mary Clementina Marian Loch                 | 19. Ann Orr                                 |  |  |       |  |  |                                                    |  |  |                                               |  |
| 2. Harold Nicolson                             |                            | 9. Mary Clementina Marian Loch                 |                                             |  |  |       |  |  |                                                    |  |  |                                               |  |
|                                                |                            | 10. Archibald Rowan-Hamilton                   | 20. Gawen William Rowan-Hamilton            |  |  |       |  |  |                                                    |  |  |                                               |  |
|                                                |                            | 10. Archibald Rowan-Hamilton                   | 20. Gawen William Rowan-Hamilton            |  |  |       |  |  |                                                    |  |  |                                               |  |
|                                                |                            | 10. Archibald Rowan-Hamilton                   | 21. Catherine Cockburn                      |  |  |       |  |  |                                                    |  |  |                                               |  |
| 5. Mary Rowan-Hamilton                         |                            | 10. Archibald Rowan-Hamilton                   |                                             |  |  |       |  |  |                                                    |  |  |                                               |  |
|                                                |                            | 11. Catherine Caldwell                         | 22. George Caldwell                         |  |  |       |  |  |                                                    |  |  |                                               |  |
|                                                |                            | 11. Catherine Caldwell                         | 22. George Caldwell                         |  |  |       |  |  |                                                    |  |  |                                               |  |
|                                                |                            | 11. Catherine Caldwell                         | 23. Harriet Abdy                            |  |  |       |  |  |                                                    |  |  |                                               |  |
| 1. Nigel Nicolson                              |                            | 11. Catherine Caldwell                         |                                             |  |  |       |  |  |                                                    |  |  |                                               |  |
|                                                | 12. William Sackville-West | 24. George West, V conte De La Warr            |                                             |  |  |       |  |  |                                                    |  |  |                                               |  |
|                                                | 12. William Sackville-West | 24. George West, V conte De La Warr            |                                             |  |  |       |  |  |                                                    |  |  |                                               |  |
|                                                | 12. William Sackville-West | 25. Elizabeth Sackville                        |                                             |  |  |       |  |  |                                                    |  |  |                                               |  |
| 6. Lionel Sackville-West, III barone Sackville | 12. William Sackville-West |                                                |                                             |  |  |       |  |  |                                                    |  |  |                                               |  |
|                                                |                            | 13. Georgina Dodwell                           | 26. George Dodwell                          |  |  |       |  |  |                                                    |  |  |                                               |  |
|                                                |                            | 13. Georgina Dodwell                           | 26. George Dodwell                          |  |  |       |  |  |                                                    |  |  |                                               |  |
|                                                |                            | 13. Georgina Dodwell                           | 27. Victoria Gethin                         |  |  |       |  |  |                                                    |  |  |                                               |  |
| 3. Vita Sackville-West                         |                            | 13. Georgina Dodwell                           |                                             |  |  |       |  |  |                                                    |  |  |                                               |  |
|                                                |                            | 14. Lionel Sackville-West, II barone Sackville | 28. George West, V conte De La Warr (= 24.) |  |  |       |  |  |                                                    |  |  |                                               |  |
|                                                |                            | 14. Lionel Sackville-West, II barone Sackville | 28. George West, V conte De La Warr (= 24.) |  |  |       |  |  |                                                    |  |  |                                               |  |
|                                                |                            | 14. Lionel Sackville-West, II barone Sackville | 29. Elizabeth Sackville (= 25.)             |  |  |       |  |  |                                                    |  |  |                                               |  |
| 7. Victoria Sackville-West                     |                            | 14. Lionel Sackville-West, II barone Sackville |                                             |  |  |       |  |  |                                                    |  |  |                                               |  |
|                                                |                            | 15. Josefa Durán y Ortega                      | 30. Pedro Durán                             |  |  |       |  |  |                                                    |  |  |                                               |  |
|                                                |                            | 15. Josefa Durán y Ortega                      | 30. Pedro Durán                             |  |  |       |  |  |                                                    |  |  |                                               |  |
|                                                |                            | 15. Josefa Durán y Ortega                      | 31. Catalina Ortega                         |  |  |       |  |  |                                                    |  |  |                                               |  |
|                                                |                            | 15. Josefa Durán y Ortega                      |                                             |  |  |       |  |  |                                                    |  |  |                                               |  |